# Variabilité du nombre de copies
Pour les articles homonymes, voir CNV.

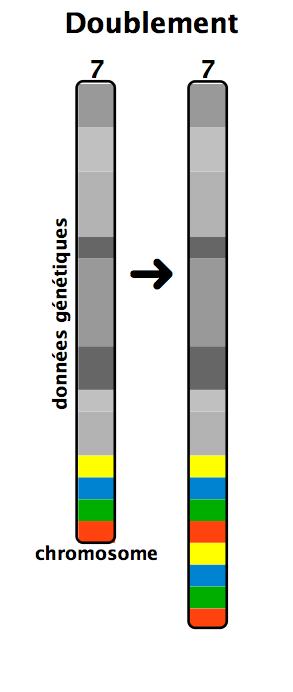
Cette duplication a créé une variabilité du nombre de copies. Ce chromosome a désormais deux copies de cette section d'ADN.

La variabilité du nombre de copies d'un gène (en anglais copy number variation, CNV) désigne en génétique une forme particulière de polymorphisme dans lequel le nombre de copies d'un même gène ou d'un segment chromosomique dans le génome est variable entre les individus de la même espèce.

## Origine du polymorphisme du nombre de copies
La présence de plusieurs copies de mêmes gènes dans le génome est due à des événements de duplication de gènes, qui peuvent affecter un gène, quelques gènes, ou l'intégralité du génome. La variabilité du nombre de copies d'un gène au sein d'une même espèce est en général due à des évènements de duplication (regroupement dans une même génération chromosomique de gènes dupliqués en tandem) et délétion locales (c'est-à-dire d'un ou de quelques gènes), souvent à la suite d'un enjambement inégal.

## Importance quantitative
Cette forme de polymorphisme, découverte récemment, constitue une part importante de la variabilité individuelle au sein des espèces. Ainsi, plus de 12 % du génome humain (en 2006) serait concerné par le polymorphisme de nombre de copies géniques. Le polymorphisme du nombre de copies semblerait aussi important que le polymorphisme nucléotidique.

## Variabilité du nombre de copies et évolution
Le nombre de copies d'un gène peut être soumis à la sélection. En effet, le nombre de copies modifie la quantité de protéines produites dans une cellule. L'augmentation ou la diminution du nombre de copies peut donc être sélectionnée au sein d'une espèce ou d'une population en fonction des contraintes environnementales. Ainsi, on observe une augmentation du nombre moyen de copies de Amy1 (gène codant la protéine AMY1, une enzyme salivaire responsable de la dégradation de l'amidon) dans les populations humaines ayant un régime plus riche en amidon. Il semblerait que cette augmentation ait été le fruit de la sélection.